# Jonathan Sings!
Jonathan Sings! je studiové album americké hudební skupiny Jonathan Richman and the Modern Lovers. Vydáno bylo v roce 1983 společností Sire Records. Album, které se mělo jmenovat Jonathan Richman Sings, mělo být sólové album frontmana skupiny, který na nahrávkách začal pracovat po rozpadu kapely v roce 1979. Z těchto nahrávek se na výslednou desku nedostaly žádné písně. Album bylo nahráno až později, a to za doprovodu nové skupiny (opět vystupující jako Jonathan Richman and the Modern Lovers). Na albu se nachází také píseň „That Summer Feeling“, kterou Richman později v nové verzi vydal na albu I, Jonathan (1992).

## Seznam skladeb
Autorem všech skladeb je Jonathan Richman.
1. That Summer Feeling – 3:56
2. This Kind of Music – 2:11
3. The Neighbors – 3:20
4. Somebody to Hold Me – 3:20
5. Those Conga Drums – 3:05
6. Stop This Car – 1:49
7. Not Yet Three – 2:42
8. Give Paris One More Chance – 2:55
9. You're the One for Me – 3:19
10. When I'm Walking – 3:03
11. The Tag Game – 4:30

## Obsazení
- Jonathan Richman – zpěv, kytara
- Ellie Marshall – doprovodné vokály
- Beth Harrington – doprovodné vokály
- Ken Forfia – klávesy
- Curly Keranen – baskytara
- Michael Guardabascio – bicí